# Hanamuko no negoto
Hanamuko no negoto (花婿の寝言?) è un film del 1935 diretto da Heinosuke Gosho.
Il matrimonio tra due innamoratissimi sposi novelli, rischia di andare in crisi per un motivo apparentemente banale: lo sposo parla nel sonno. Omissioni e malintesi vengono poi risolti con buon senso e astuzia, nonostante la pericolosa interferenza di amici e genitori.
La pellicola costituisce il secondo capitolo di un ideale coppia di film di Gosho, aventi per oggetto la stessa buffa questione. Nel precedente Hanayome no negoto (1933) è però la moglie a parlare nel sonno e suscitare imbarazzi.

## Trama
Yasuo e Yukiko sono due sposi novelli profondamente innamorati l'uno dell'altra. 
Quando Yasuo viene a sapere dal collega e amico Tamura, che in giro si dice che Yukiko abbia l'abitudine di tornare a letto non appena il marito esce per andare al lavoro, va su tutte le furie e torna a casa prima del solito. Con sorpresa, sbirciando dall'esterno, trova conferme al pettegolezzo. 
Yasuo, dovendo affrontare anche la madre che era andata a trovarli proprio quel giorno, fa la voce grossa con la moglie che, oltretutto, si rifiuta di dare spiegazioni di un comportamento che può essere sufficiente per farla ripudiare.
Spinto dalla madre, Yasuo minaccia il divorzio inducendo una disperata Yukiko a superare l'imbarazzo e dare spiegazione della cosa. La donna spiega che sarebbe costretta a riposare di giorno in quanto di notte è disturbata dal marito che parlerebbe ad alta voce nel sonno. Yasuo sapeva di questo suo difetto, ma era convinto di averlo corretto, dopo una specifica cura.
Intanto, allertato per le insinuazioni fatte su sua figlia, giunge il padre di Yukiko che però il suo stesso genero invita a tranquillizzarsi. Il sospetto che i due sposi, palesemente troppo innamorati, stiano ora minimizzando l'accaduto, impedendo alla realtà di emergere, induce i rispettivi genitori ad effettuare una prova dirimente che chiarisca i fatti, a scanso di futuri guai.
Con l'aiuto di un guaritore/ipnotista appena giunto nel quartiere, si convince Yasuo ad addormentarsi, così da poter verificare la veridicità di quanto affermato da Yukiko. Yasuo cade presto in un sonno profondo e altrettanto tempestivamente comincia a parlare. In una sorta di flusso di coscienza sfrenato, l'uomo impartisce una serie di giudizi sprezzanti ma anche assolutamente calzanti e veritieri, sul genero, su sua madre, sull'amico e persino sull'ipnotista, che dunque alla spicciolata si dileguano umiliati, lasciando i due sposi soli. A questo punto Yasuo apre gli occhi svelando alla sua Yukiko di aver finto di addormentarsi riuscendo in breve a rimanere solo con lei, che, grazie a lui, ora non deve più scusarsi con nessuno.

## Produzione
La semplicità della sceneggiatura, costituita da una successione di sketch legati da un'esile trama, in questo come nel suo ideale precedente Hanayome no negoto, non impedisce al regista di esplorare sottilmente ambienti e personaggi della piccola borghesia suburbana.